# Нороку
Нороку (рум. Norocu) — село у повіті Сучава в Румунії. Входить до складу комуни Бродіна.
Село розташоване на відстані 389 км на північ від Бухареста, 69 км на північний захід від Сучави.

## Населення
За даними перепису населення 2002 року у селі проживала 41 особа, з них 38 осіб (92,7%) румунів. Рідною мовою 37 осіб (90,2%) назвали румунську.